# Ordinul Vulturul Alb (Rusia imperială)

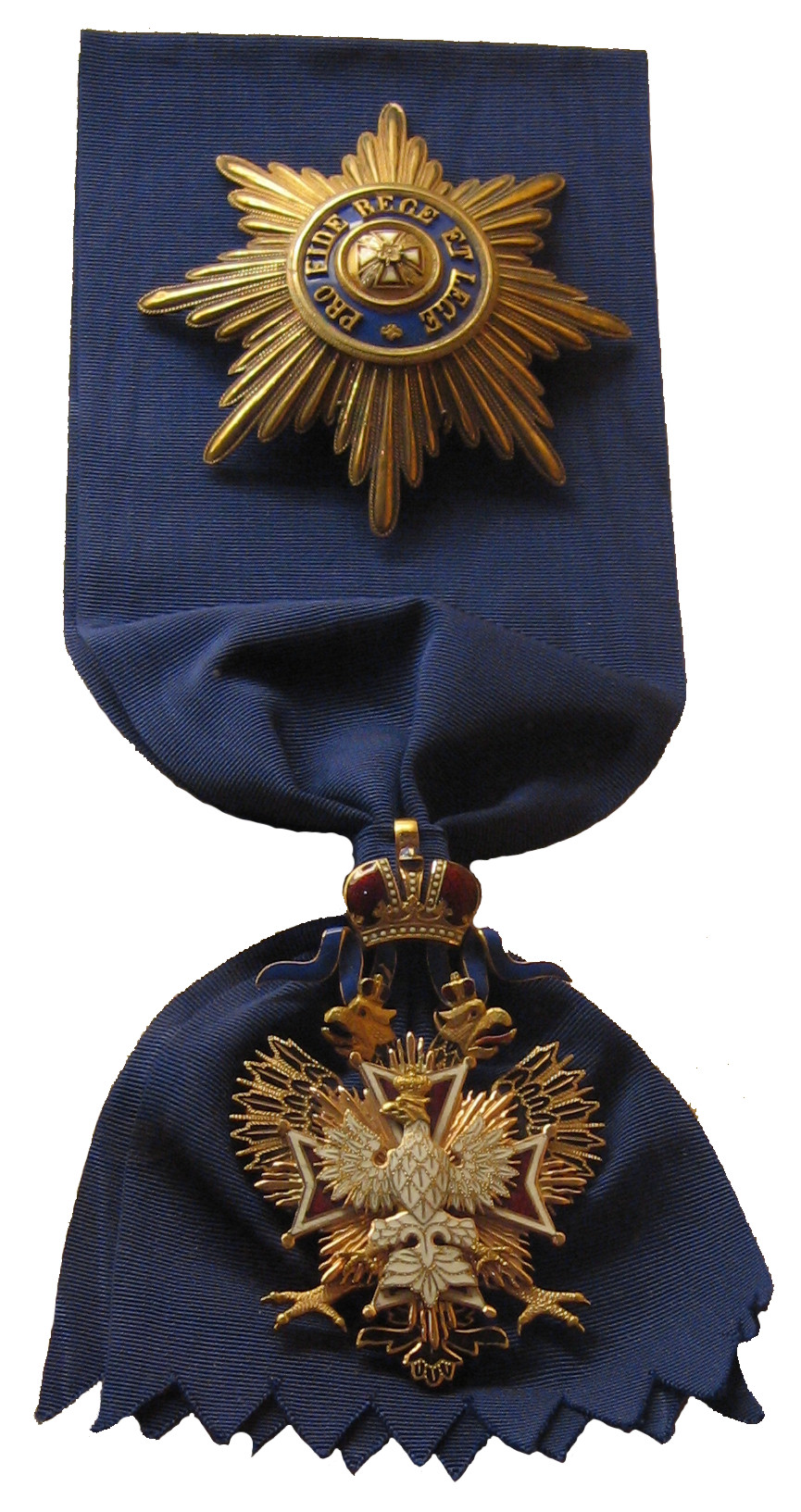
Însemnele Ordinului Vulturul Alb (Rusia imperială)

Ordinul Vulturul Alb (Rusia imperială) (în rusă Императорский и Царский орден Белого орла) este o decorație rusească.

## Istoric
Acest ordin a fost instituit după pacificarea Insurecției din Noiembrie 1830, ordinul polonez al Vulturului Alb fiind atunci încorporat în lista ordinelor rusești. Astfel, sub țarul Nicolae I, în 1833, a fost creat sub numele de Ordinul imperial și regal al Vulturului Alb.  Acest ordin are particularitatea de a fi rezervat celor mai importante personalități ale statului, atât civile cât și militare. S-a bucurat de un foarte mare prestigiu, atât în Rusia cât și în străinătate, fiind decernat până la căderea țarismului, în 1917. 
Ordinul Vulturul Alb (Rusia imperială) ocupa locul al patrulea în ierarhia celor opt ordine rusești.

### Articole conexe
- Ordinul Vulturul Alb